# Деліо Онніс
Деліо Онніс (ісп. Delio Onnis; 24 березня 1948, Джуліано-ді-Рома) — аргентинський футболіст (нападник, воротар) та футбольний тренер. Найбільш відомий як абсолютний рекордсмен за кількістю голів, забитих у першому дивізіоні чемпіонату Франції (299), а також як рекордсмен «Монако» за кількістю забитих м'ячів у Лізі 1 (157 в 198 матчах) та в усіх турнірах (223 в 280 матчах).

## Біографія
Народився в Джуліано-ді-Рома в родині вихідців з Аргентини. Більшу частину кар'єри провів у Франції, ставши легендою французької Ліги 1. Забив в ній 299 голів, завдяки чому п'ять разів був найкращим снайпером першості. Через заборону на гру в збірній футболістів, які не грають у національному чемпіонаті, не провів за збірну Аргентини жодного матчу.

## Досягнення

### Команді
- Чемпіон Франції: 1978
- Володар Кубка Франції: 1980
- Фіналіст Кубка Франції: 1974

### Особисті
- Рекордсмен Франції за кількістю голів, забитих у Лізі 1 — 299.
- Рекордсмен «Монако» за кількістю голів, забитих у Лізі 1 — 157.
- Рекордсмен «Монако» за кількістю голів, забитих у всіх турнірах — 223.
- Найкращий бомбардир Ліги 1: 1975, 1980, 1981, 1982, 1984.
- Володар «Срібної бутси» серед найкращих бомбардирів національних чемпіонатів Європи 1975 року. (30 голів) (за версією журналу «France Football»).
- Володар «Срібної бутси» серед найкращих бомбардирів національних чемпіонатів Європи 1982 року. (29 голів) (за версією журналу «France Football»).
- Володар «Бронзової бутси» серед найкращих бомбардирів національних чемпіонатів Європи 1974 року. (30 голів) (за версією журналу «France Football»).